# الخنانسة
الخنانسة قرية بجزيرة جربة بالجنوب التونسي. تقع في معتمدية جربة أجيم، إحدى معتمديات[ ؟ ] جزيرة جربة الثلاثة.

## مواضيع ذات علاقة
- جربة.
- معتمدية جربة أجيم.
- حومة السوق.
- أجيم.

## وصلات خارجية
1. ↑  "المناطق الترابية (العمادات) حسب الولايات والمعتمديات". اطلع عليه بتاريخ 2024-11-30.